# Electra (Plèiade)
D'acord amb la mitologia grega, Electra (en grec antic Ἠλέκτρα), va ser una de les Plèiades, que eren les set filles d'Atles i Plèione i vivien a l'illa de Samotràcia
Estimada per Zeus, va engendrar Dàrdan, que va anar de Samotràcia a Troia on va fundar la dinastia reial troiana. Va tenir un altre fill, Jasió, enamorat de Demèter i relacionat amb Cíbele. De vegades se li atribueix un tercer fill, Ematió, que va ser rei de Samotràcia. És habitual que se li atribueixi també com a filla Harmonia, esposa de Cadme, tot i que algunes versions fan d'Harmonia la filla d'Ares i d'Afrodita. També se la considera mare de Còrit.
Les versions "romanes" de la llegenda la consideren esposa de Còrit, un rei etrusc, i Dàrdan i Jasió haurien nascut a Itàlia.
Electra també està relacionada amb la llegenda del Pal·ladi. Quan Zeus va voler violar Electra, la jove es va refugiar vora l'estàtua. Zeus, enfurismat, va llençar el Pal·ladi de dalt del cel i va caure a la Tròade, i va ser acollit a la ciutat de Troia. O també es diu que la mateixa Electra va portar l'estàtua al seu fill com a protecció per la ciutat. Més endavant, Electra i les seves germanes van ser transformades en la constel·lació de les Plèiades.